# Pedro Araya Guerrero
Pedro Araya Guerrero (Antofagasta, 16 de junio de 1974) es un abogado y político chileno, militante del Partido por la Democracia (PPD). Se desempeñó como diputado de la República en representación del antiguo distrito n° 4 (correspondiente a las comunas de Antofagasta, Mejillones, Sierra Gorda y Taltal) durante tres periodos consecutivos, desde 2002 hasta 2014. Luego, ejerció como senador, en representación de la Circunscripción 2, Región de Antofagasta, por el periodo legislativo 2014-2022. Desde marzo de 2022 desempeña el mismo cargo pero en representación de la Circunscripción 3 de la misma región, por el periodo 2022-2030.

## Biografía

### Familia y estudios
Nació en Antofagasta, el 6 de junio de 1974. Es hijo de Juana Amelia Guerrero Yáñez y del exdiputado y alcalde de Antofagasta, Pedro Araya Ortiz. Su hermano Jaime Araya, fue concejal de la Municipalidad de esa comuna, entre 2008 y 2011 y actualmente es Diputado por el Distrito n°3.Es padre de dos hijas.
Realizó sus estudios primarios y secundarios en el Colegio San Luis de Antofagasta, egresando en 1991. Posteriormente, ingresó a la Facultad de Derecho de la Universidad de Antofagasta, donde obtuvo el grado académico de licenciado en ciencias jurídicas. Su tesis de grado se tituló: La hipoteca en el D.F.L N° 3 de 1997, que fija el texto refundido, sistematizado y concordado de la Ley General de Bancos. Juró como abogado ante la Corte Suprema el 17 de enero del 2001.

### Vida personal
En forma paralela a su quehacer político, se ha dedicado al ejercicio libre de su profesión y a la asesoría legal de sindicatos. Es miembro del grupo de jeeperos, Los Ovejas Negras, donde practica la conducción en automóviles 4x4.

## Carrera política

### Inicios
Se inició en política en 1988, como militante del Partido Demócrata Cristiano (PDC).
En 1992, estuvo encargado de la campaña electoral municipal del PDC en Antofagasta. Entre 1993 y 1994, presidió el Centro de Alumnos de la Escuela de Derecho de la Universidad de Antofagasta. Entre 1996 y 2000, volvió a coordinar la campaña electoral municipal del PDC en la misma ciudad.
Entre 2001 y 2003, asumió la vicepresidencia nacional del PDC y en 2004, fue presidente regional de Antofagasta por la misma colectividad.

### Diputado

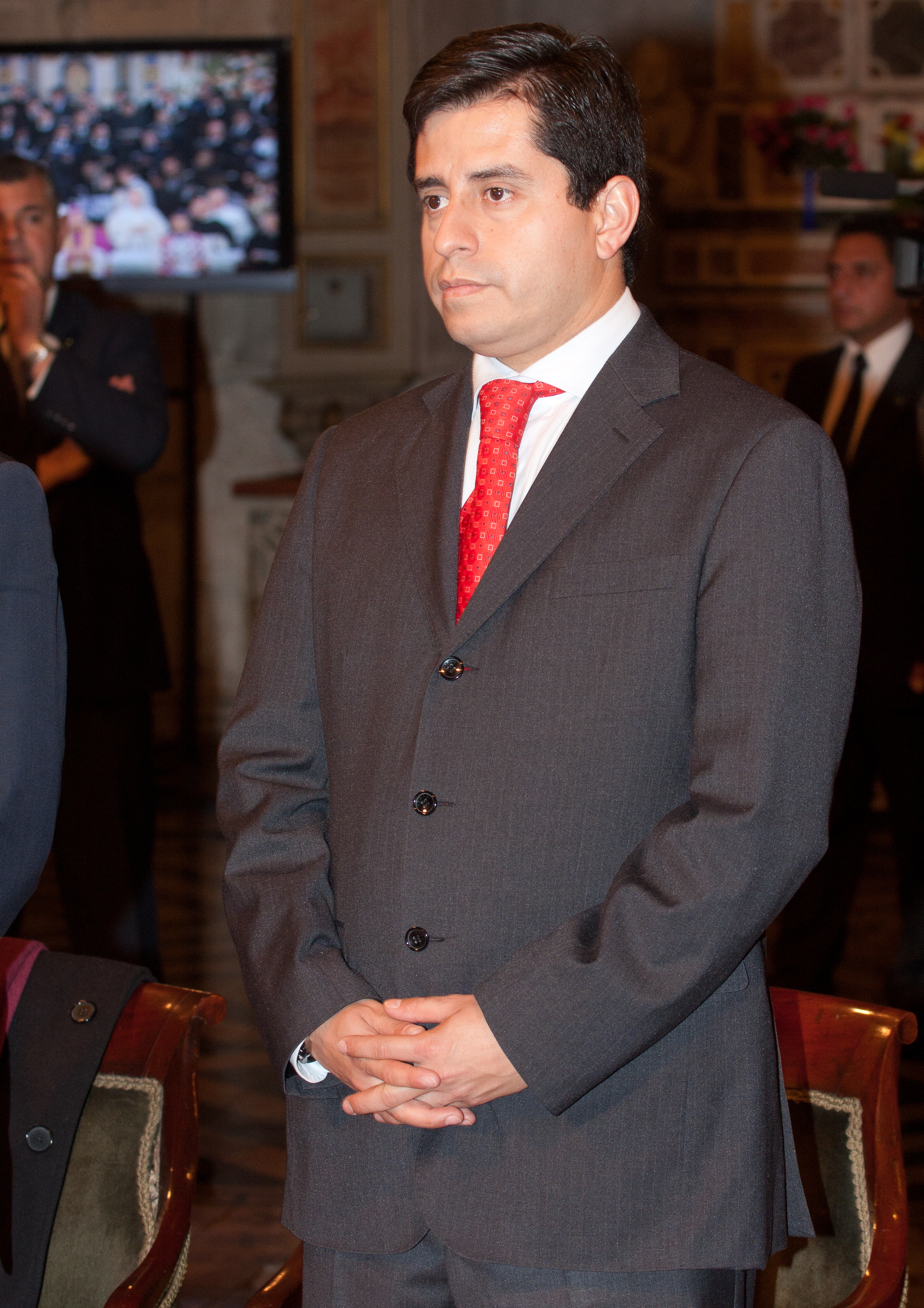
Araya en 2011.

En las elecciones parlamentarias de 2001, fue elegido como diputado por el distrito n.º 4, correspondiente a las comunas de Antofagasta, Mejillones, Sierra Gorda y Taltal, por el período legislativo 2002-2006; siendo —con 27 años—, el diputado más joven de dicho periodo. Durante su gestión, integró las comisiones permanentes de Constitución, Legislación y Justicia; Obras Públicas, Transportes y Telecomunicaciones; y de Familia. También, fue miembro de la Comisión Especial de Turismo.
En las elecciones parlamentarias de 2005 fue reelecto como diputado por el mismo distrito n° 4, por el período legislativo 2006-2010. Formó parte de las comisiones permanentes de Ciencia y Tecnología; Constitución, Legislación y Justicia; y de Zonas Extremas. Junto con la Comisión Especial sobre Política Antártica Chilena.
En esta gestión renunció al Partido Demócrata Cristiano en 2008, luego de la expulsión de Adolfo Zaldívar, pasando a integrar la bancada independiente de diputados. Poco después se unió al Partido Regionalista de los Independientes (PRI).
Obtuvo su segunda reelección como diputado con el cupo del PRI en las elecciones parlamentarias de 2009, siendo parte del pacto «Chile Limpio, Vota Feliz». Fue miembro de las comisiones permanentes de Defensa Nacional; y presidió la de Constitución, Legislación y Justicia. Fungió como primer vicepresidente de la Cámara de Diputados entre el 15 de marzo de 2011 y el 20 de marzo de 2012.
Paralelamente, en junio de 2008, se integró al Partido Regionalista de los Independientes (PRI). A partir del 24 de octubre de 2010 fue elegido presidente nacional del partido, cargo que mantuvo hasta fines de 2011. En 2012 renunció al partido, transformándose nuevamente en independiente.

### Senador
En las elecciones parlamentarias de 2013 se presentó como candidato a senador por la Circunscripción 2, región de Antofagasta, como independiente apoyado por su expartido, el PDC, por el periodo legislativo 2014-2022. Obtuvo la tercera mayoría en la elección resultando electo con 29.201 votos, equivalentes al 17,49% del total de los sufragios válidamente emitidos, pero como su votación junto a la de su compañero de lista Alejandro Guillier dobló la cantidad obtenida por el UDI Manuel Rojas (segunda mayoría), por efecto del sistema binominal Araya resultó elegido, dándole un doblaje al pacto «Nueva Mayoría».
Asumió el 11 de marzo de 2014 y, desde el 1 de abril de 2014 hasta el 10 de marzo de 2018, integró la Comisión Permanente de Constitución, Legislación, Justicia y Reglamento; la de Defensa Nacional desde el 1 de abril de 2014 hasta el 10 de marzo de 2018; la de Derechos Humanos, Nacionalidad y Ciudadanía, entre el 21 de marzo de 2017 y el 10 de marzo de 2018; la de Régimen Interior desde el 26 de diciembre de 2017 hasta el 10 de marzo de 2018; y la Especial Mixta Permanente de Presupuestos entre el 7 de mayo y el 10 de marzo de 2018.
Además, fue integrante de la Comisión Permanente de Gobierno, Descentralización y Regionalización, la que presidió entre el 21 de marzo de 2018 y el 18 de marzo de 2019, y de la Comisión Permanente de Defensa Nacional. A partir del 8 de mayo de 2018, integra la Comisión de Ética y Transparencia del Senado. Ejerce como presidente de la Comisión Permanente de Defensa Nacional, desde el 17 de marzo de 2020. El 25 de mayo de 2020, pasó a integrar la Comisión Permanente de Constitución, Legislación, Justicia y Reglamento.
Formó parte de la Comisión Bicameral del artículo 66.º de la Ley Orgánica Constitucional (LOC) del Congreso Nacional, de la Comisión Especial de Seguridad Pública (hasta inicios de 2018) y de la Tercera Comisión Especial Mixta de Presupuesto (hasta fines de 2017).

## Historial electoral

### Elecciones parlamentarias de 2001
- Elecciones parlamentarias de 2001, candidato a diputado por el distrito 4 (Antofagasta, Mejillones, Sierra Gorda y Taltal)[6]

### Elecciones parlamentarias de 2005
- Elecciones parlamentarias de 2005, candidato a diputado por el distrito 4 (Antofagasta, Mejillones, Sierra Gorda y Taltal)[7]

### Elecciones parlamentarias de 2009
- Elecciones parlamentarias de 2009, candidato a diputado por el distrito 4 (Antofagasta, Mejillones, Sierra Gorda y Taltal)[8]

### Elecciones parlamentarias de 2013
- Elecciones parlamentarias de 2013, candidato a senador por la Circunscripción 2 (Antofagasta)[9]

### Elecciones parlamentarias de 2021
- Elecciones parlamentarias de 2021, candidato a senador por la Circunscripción 3, Región de Antofagasta[10]